# 普通股
普通股（英語：Common stock, Voting share, Ordinary share, Equity shares）是公司擁有權的形式，並是有價證券。普通權的擁有者，稱為股東，有權利分享公司的利潤，以及對公司政策，董事會成員的任命和解職進行投票。
一個普通股股東不擁有公司特定資產的所有權，公司資產屬於所有股東。一間公司可以同時發行普通股和優先股，兩者的權益有優次之分。
普通股為一間公司最基本的一種股份類別。於上市公司中，一般會以這類股票在證券交易所上市，並通常佔了公司資本的主要部分。普通股比優先股以及公司債劵更容易受到公司營運風險，也具有更大的資本增值潛力。長遠地，普通股回報會比保本投資更高。短期內，普通股回報會受波動。

## 股東權益
普通股股東能夠得到公司規章、細則以及公司法賦予的權力。通常會對董事、管理層、薪酬和重大商業行動擁有投票權。公司也可能賦予對股東修改章程，授權董事會行動的投票權。當公司發行新股票時，普通股股東擁有優先新股的權利，也能得到公司的股票分布，即配股權。股東有權利查看公司財務記錄，股東名單，與履行義務所需的文件。
在清算的情況之下，公司資產會變現予債權人，優先股股東會率先得到資金，普通股股東最後才獲得公司資產。
在派出股息時，優先股股東可以優先得到公司利潤，普通股股東其後分取。
公司法也保障少數股東權益，即使持有一定少數量股權的小股東，也可以要求召開股東大會，要求表決及決議某些事項。

## 分類
普通股可分為「A股」和「B股」。A股普通股擁有的投票權，一般比B股普通股低。